# Omocistinuria
L'omocistinuria od omocisteinuria è una malattia rara, dovuta a un errore congenito del metabolismo. Deve il suo nome al segno principale: la presenza dell'amminoacido omocisteina nelle urine.
L'omocistinuria è conosciuta anche come omocisteinemia. Anche tale parola identifica un segno importante di questa malattia: il rilievo patologico dell'omocisteina nel sangue. In questo caso, però, il dato patologico è in realtà l'iper omocisteinemia.

## Epidemiologia
La prevalenza è stimata a livello mondiale di 1 su 335 000 ma il valore cambia molto a seconda del paese. Sesso maschile e femminile sono colpiti in ugual misura.

## Eziologia
La forma classica di omocistinuria è dovuta alla mancanza da parte dell'organismo di cistationina-beta-sinteasi. È quindi a eziologia genetica con trasmissione autosomica recessiva. Esiste inoltre l'eterozigosi per deficit dell'enzima o per polimorfismo dell'enzima metilenetetrafolato-reduttasi, con contemporanea carenza relativa di folati.
Diversi sono i coenzimi implicati nel processo. Uno importante è il piridossal fosfato: per tal motivo la piridossina viene usata in terapia.
Anche la carenza di vitamina B12 causa l'aumento, come da ciclo metabolico riportato. In questi casi si parla di omocistinuria lieve.

## Classificazione
Si osservano tre forme di omocistinuria.
- Tipo I - L'errore congenito più comune è a carico del metabolismo della metionina, per un deficit di beta cistationina sintetasi. In questo caso la malattia è conosciuta anche come omocistinuria classica.[1] In questo caso il paziente risponde ad alte dosi di vitamina B6 e presenta quadro clinico più lieve rispetto a chi non risponde a tale terapia.[2] I bambini affetti da tale forma sono normali alla nascita e hanno le prime manifestazioni, aspecifiche, durante la prima infanzia. La diagnosi avviene solitamente a 3 anni circa, quando compare sublussazione del cristallino (ectopia lentis) che provoca grave miopia e iridodonesi[3] e possibile distacco di retina.[4]
- Tipo II - Dovuto a difetti di formazioni di metilcobalamina. Ci sono almeno cinque distinti difetti nel metabolismo intracellulare della cobalamina che possono interferire con la formazione di metilcobalamina. Le manifestazioni cliniche sono comunque simili in tutti i pazienti: vomito, inappetenza, letargia, ritardo di sviluppo psicomotorio.
- Tipo III - Dovuto a deficit di metilentetraidrofolato reduttasi (MTHFR), detta anche SLA2. La gravità varia considerevolmente a seconda della età in cui la malattia viene diagnosticata. In età neonatale la completa assenza dell'attività enzimatica si traduce in episodi di apnea neonatale e convulsioni miocloniche che possono condurre rapidamente a coma e morte. Il deficit parziale può esprimersi con un quadro clinico più cronico, con ritardo mentale, convulsioni, microcefalia, spasticità. Il trattamento è precoce con betaina. Le forme più gravi hanno esordio nell'età adulta e possono portare a regressione mentale, atassia, e, più frequentemente, alla paralisi parziale o totale con disturbi psichiatrici di natura organica che può essere correlata a gravi accidenti cerebrovascolari. Nel 70% dei casi la prognosi è infausta[5].

## Clinica
I sintomi e i segni clinici mostrano ritardato sviluppo, osteoporosi, iposviluppo, steatosi epatica, miopia, glaucoma, ectopia del cristallino, distacco di retina, aracnodattilia.

## Trattamento
Lo scopo della terapia è il raggiungimento di livelli di omocisteina inferiori a 40 micromol/l.
Nel Tipo I il trattamento avviene con piridossina (vitamina B6). È efficace nel 50% dei casi fino a 1 g/die e dev'essere associato ad acido folico (10 mg/die). Se non si ha risposta è necessario iniziare una dieta ipoproteica e il trattamento con betaina (100 mg/kg/die).